# Palaeomicroides aritai
Palaeomicroides aritai là một loài bướm đêm thuộc họ Micropterigidae. Nó được Hashimoto miêu tả năm 1996. Loài này có ở Đài Loan.
Chiều dài cánh trước là 4.3 mm đối với con đực.